# U4EA
U4EA is de vijftiende aflevering van het tweede seizoen van het tienerdrama Beverly Hills, 90210, die voor het eerst werd uitgezonden op 14 november 1991.

## Verhaal
Emily nodigt de groep uit voor een heftige, geheime en ondergrondse feest waar veel drugs wordt gebruikt. Terwijl Steve en Andrea de weg maar niet kunnen vinden, heeft de groep zo hun eigen problemen op het feest. Emily schuift drugs in Brandons drankje, terwijl ze wist dat hij dit niet wilde. Hij kan er niet goed tegen en weet geen controle meer over zijn eigen lichaam te hebben. Uiteindelijk gaat hij compleet los. Ondertussen heeft Kelly problemen met haar moeder, die het haar niet toestaat naar het feest te gaan. Desondanks gaat ze toch, maar heeft geen plezier op het feest. Ze kan namelijk geen date vinden, hetgeen haar niet bevalt. Samen met Donna krijgt ze problemen met David, die te veel drinkt op het feestje en stomdronken wordt.

## Rolverdeling
- Jason Priestley - Brandon Walsh
- Shannen Doherty - Brenda Walsh
- Jennie Garth - Kelly Taylor
- Ian Ziering - Steve Sanders
- Gabrielle Carteris - Andrea Zuckerman
- Luke Perry - Dylan McKay
- Brian Austin Green - David Silver
- Tori Spelling - Donna Martin
- Carol Potter - Cindy Walsh
- James Eckhouse - Jim Walsh
- Christine Elise - Emily Valentine
- Ann Gillespie - Jackie Taylor
- Joe E. Tata - Nat Bussichio